# Бубись, Иван Антонович
Иван Антонович Бубись (укр. Іван Антонович Бубісь; род. 17 января 1965, Мужиловичи, Львовская область) — советский и украинский футболист, выступавший на позициях полузащитника и нападающего, футбольный тренер

## Биография
Воспитанник ДЮСШ львовского СКА «Карпаты», первый тренер — Владимир Дударенко. В 1983—1985 годах выступал за дублирующий состав команды. Во взрослом футболе дебютировал в 1986 году, в составе житомирского «Спартака», игравшего во второй лиге чемпионата СССР. Затем выступал в горловском «Шахтере» и кировоградской «Звезде». В 1989—1990 годах защищал цвета любительских коллективов. В сезоне 1990/91 играл в Польше за «Хетман» из города Замосць. По возвращении на родину выступал за стахановский «Вагоностроитель». В 1991 году перешёл в воронежский «Факел», где, однако ни разу на поле не появился и уже в 1992 году вернулся в Украину.
Выступления в независимой Украине начал в составе новояворовского «Горняка», игравшего в чемпионате страны среди любителей. Во время матча против черновицкой «Лады» на игрока обратили внимание представители «Буковины», куда он вскоре и был приглашён. В высшей лиге чемпионата Украины Бубись дебютировал 11 апреля 1993 года, в выездном матче против днепропетровского «Днепра». В первом матче в высшем дивизионе отличился голом, забитым в ворота Анатолия Чистова, однако черновицкая команда проиграла со счётом 5:1. Всего провёл за буковинцев 12 матчей в чемпионате Украины, а гол «Днепру» стал единственным для игрока в составе команды. В 1994 году из-за травмы колена покинул «Буковину». В дальнейшем выступал на любительском уровне, а также за ряд коллективов, игравших в украинской второй лиге. Последнюю игру за профессиональный клуб провёл в 1998 году в составе команды «Славутич-ЧАЭС».

### Тренерская карьера
В 2004 году был назначен главным тренером фарм-клуба бориспольского «Борисфена», выступавшего во второй лиге. Также был заявлен за команду в качестве игрока, однако на поле ни разу не появился. В 2005—2009 годах работал в структуре черниговской «Десны», в том числе возглавляя фарм-клуб «северян» — «Полесье» из Добрянки, выступавшее на любительском уровне. В 2009 году стал тренером в моршинской «Скале», а уже в следующем году, после переезда клуба в Стрый, был назначен главным тренером команды. В 2014—2016 годах работал в словацком клубе «Вранов-над-Топлёу».

## Семья
Сын, Юрий, также стал футболистом, однако выступал только в любительских клубах.